# Оланчо
Оланчо (ісп. Olancho) — один з 18 департаментів Гондурасу. Є найбільшим за площею, і гондурасці часто помічають, що департамент більший за сусідню республіку Сальвадор. Межує з департаментами: Ель-Параїсо, Франсіско Морасан, Йоро, Колон, Грасіас-а-Діос і державою Нікарагуа.
Адміністративний центр — місто Хутікальпа.
Площа — 24 351 км².
Населення — 450 000 осіб (2006)

## Географія
На заході й півночі департаменту височать гори Сьєрра-де-Агальта, Монада-де-Тамбладеро та Монада-де-Ботадеро, вкриті сосновими лісами. Центральну частину займають рівнини, які іноді називають пампасами через їхню схожість з аргентинськими рівнинами. Головні міста: Хутікальпа і Катакамас. Східна частина вкрита тропічними лісами. У басейні річки Ріо-Платано, на кордоні з департаментами Колон і Грасіас-а-Дьос розташовано національний парк Ріо-Платано. Парк визнано світовою спадщиною ЮНЕСКО.

## Муніципалітети

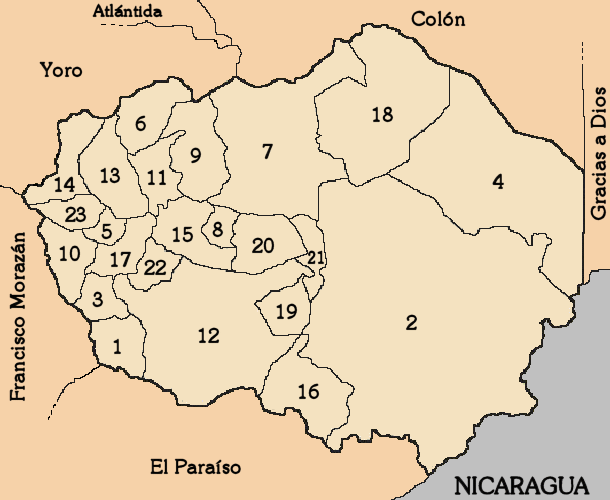
Адміністративна карта департаменту Оланчо.

Департамент поділяється на 23 муніципалітети:
1. Гуарісама
2. Гуайапе
3. Гуата
4. Гуалако
5. Дулсе Номбре-де-Сулмі
6. Йокон
7. Кампаменто
8. Катакамас
9. Конкордія
10. Ла-Уньйон
11. Мангуліле
12. Манто
13. Патука
14. Салама
15. Сан-Франциско-де-Бесерра
16. Сан-Франциско-де-Ла-Пас
17. Сан-Естебан
18. Санта Марія-дель-Реаль
19. Сілка
20. Хано
21. Хутікальпа
22. Ель-Росаріо
23. Ескіпулас-дель-Норте

| Гондурас | Це незавершена стаття з географії Гондурасу. Ви можете допомогти проєкту, виправивши або дописавши її. |